# Hemilaminectomie
Een hemilaminectomie (Latijn: hemi, half) is een chirurgische ingreep waarbij men probeert de druk op zenuwen in de wervelkolom te verminderen door botweefsel van één of meerdere wervels af te frezen. De ingreep wordt verricht door een orthopedisch chirurg of een neurochirurg.
De hemilaminectomie kan worden gezien als een halfzijdige laminectomie, waarbij een wervelboog in de gehele breedte wordt verwijderd.